# Henri Déchanet
Henri Déchanet est un artiste peintre et vitrailliste français né le 3 juillet 1930 à Meknès (Maroc), et mort à Requena le 4 janvier 2019. Se partageant entre Uzès (Gard) et Requena (Espagne), il fut, par son mariage avec Carmen Bores, le gendre du peintre Francisco Bores.

## Biographie

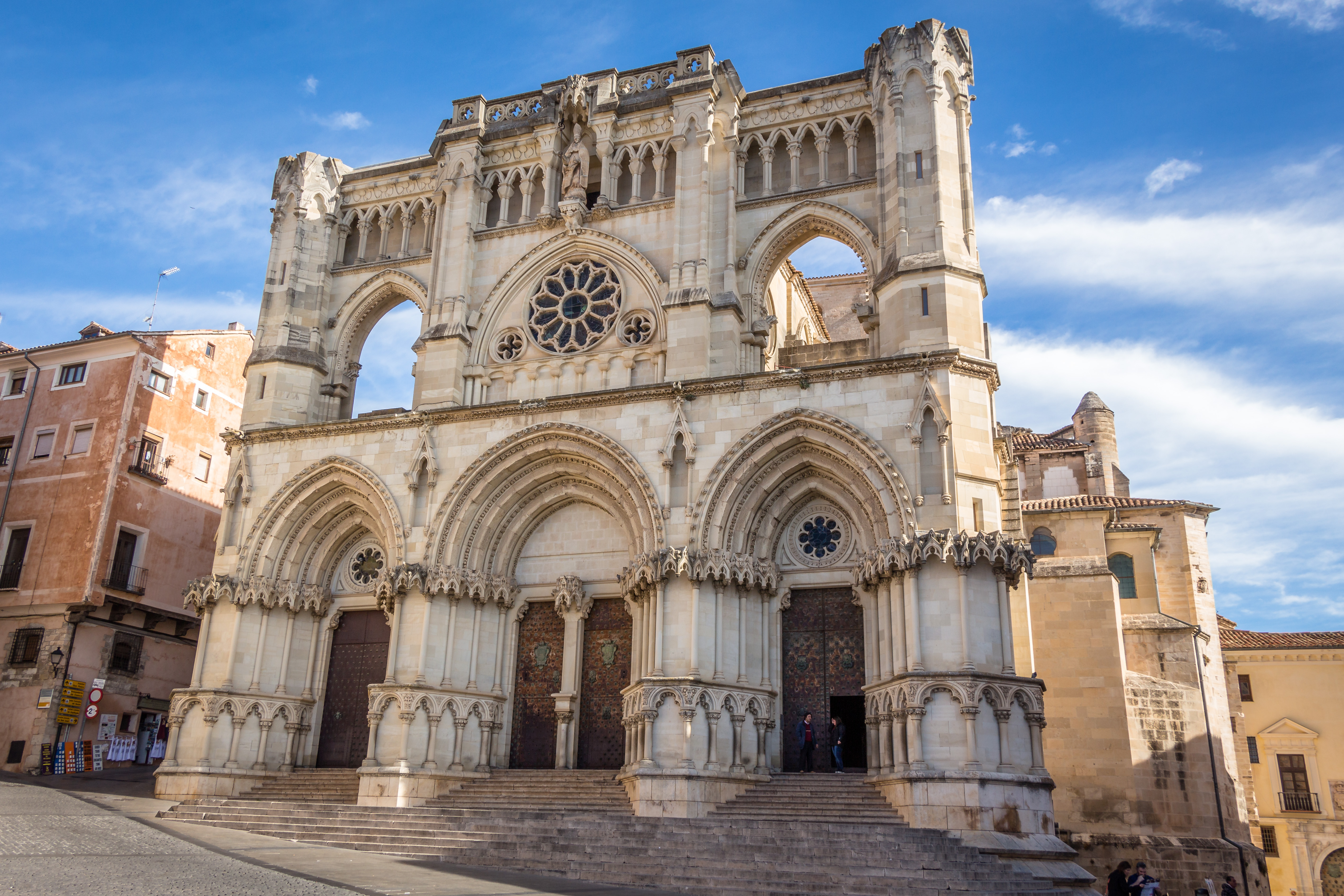
La Cathédrale Sainte-Marie-et-Saint-Julien de Cuenca

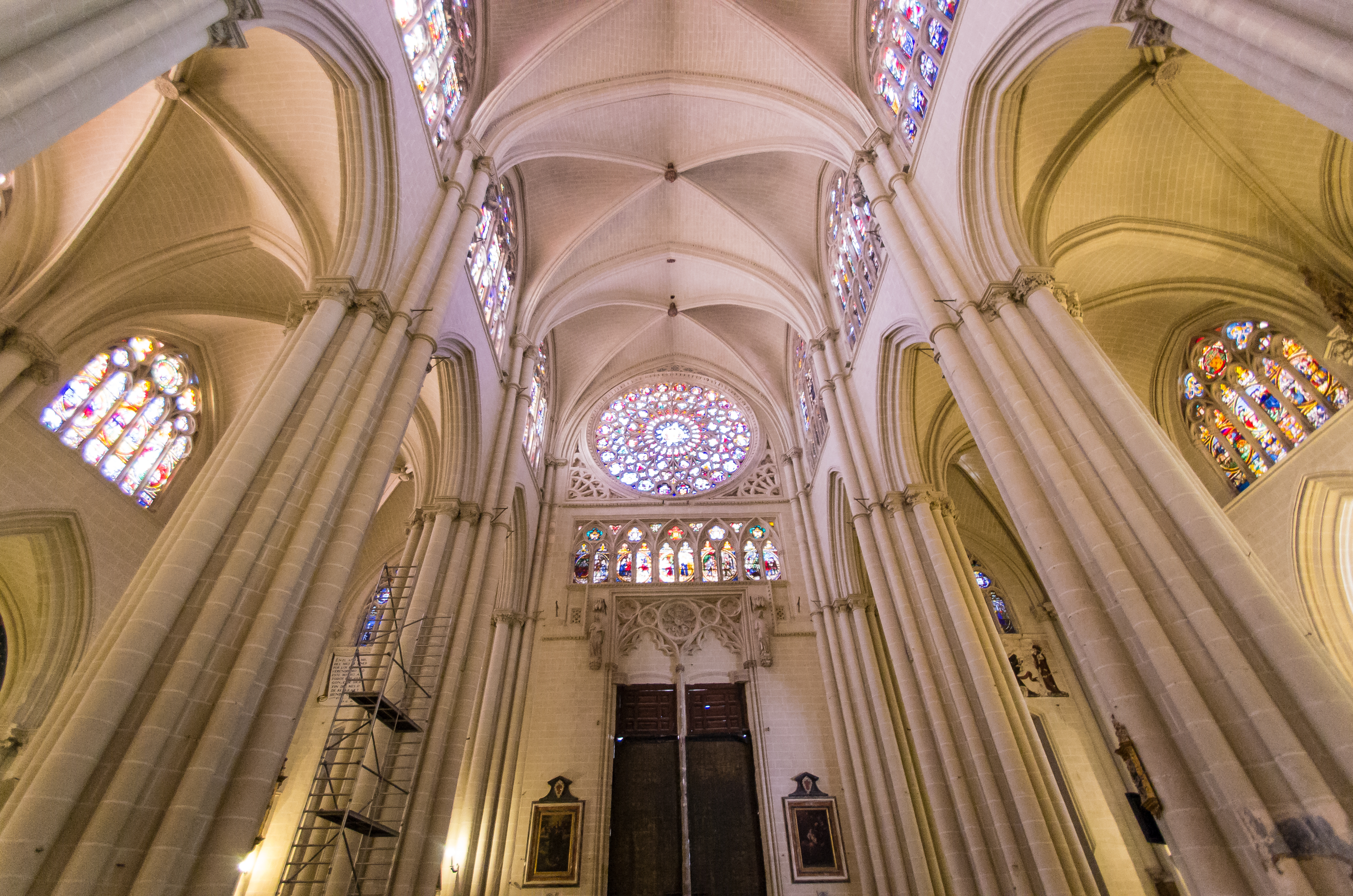
La cathédrale Sainte-Marie de Tolède

Après une enfance partagée entre le Maroc et Saïgon, Henri Déchanet fréquente successivement l'Académie Charpentier (1946), l'École nationale supérieure des arts appliqués et des métiers d'art, section vitrail (1947), l'École nationale supérieure des arts décoratifs (1948), les ateliers de vitraux de Jacques Le Chevallier (1950, année où il épouse Carmen Bores), puis de Paul et Adeline Bony (1951) où il lui est offert de travailler à la réalisation de vitraux pour Henri Matisse, le père Marie-Alain Couturier, Jean Hugo, Georges Braque, Marc Chagall et Jean Bazaine, une amitié durable se nouant avec ce dernier. Henri Déchanet crée son propre atelier de vitrail en 1955.
Dans la décennie 1960, Henri Déchanet recentre son activité sur la peinture, offrant à Ramon Tio Bellido de voir une œuvre qui, dans la continuité de Pablo Picasso, mêle figuration et abstraction dans un même tempérament expressionniste. L'artiste s'installe à Madrid en 1977 : « d'abord attiré par "l'Espagne noire" de Goya, observera-t-on, il découvre Zurbarán et l'école de peinture de Valence ».
À partir de 1986, Henri Déchanet enseigne à l'école du vitrail de Cuenca, œuvrant à la création des vitraux de la cathédrale Sainte-Marie-et-Saint-Julien de Cuenca ainsi qu'à la restauration de ceux de la cathédrale Sainte-Marie de Tolède, pour en 1991 revenir totalement à la peinture. Son œuvre peint, constitué de « motifs d'entrelacs et de liants/lianes que l'on pourrait qualifier de motifs floraux », « mêlant sensualité et violence », énonce un monde à la fois « déroutant, paradoxal et très humain » : il a peint « la femme et son sexe, mais aussi les morts de la guerre des Balkans, le terrorisme à Madrid, la torture en Algérie et en Amérique du Sud, et finalement simplement la mort ».
Henri Déchanet partage sa vie entre Requena et Uzès.

## Œuvres

### Thèmes dans l'œuvre peint
- Ombre, 1960.
- Les crânes, 1964.
- La vieille mort, 1976.
- Baisers, 1976.
- La mort des innocents, 1984.
- Mort pour rien, 1984.
- Hommage à Jacques Callot (Les Grandes Misères de la guerre), 1984.
- Myrte, 2000.
- Fleurs, 2000-2002.

### Vitraux créés en tant qu'artiste peintre
- Église du couvent des Dominicains, Montpellier, 1959[5].
- Église du Sacré-Cœur de Mosinges, Cran-Gevrier, 1963[6].
- Grande salle de l'hôtel de ville de Quart de Poblet.

### Vitraux réalisés en tant que maître-verrier
- Vitraux de Léon Zack, église Notre-Dame-des-Pauvres d'Issy-les-Moulineaux, (avec Paul Virilio), 1954-1955[7].
- Vitraux de Léon Zack, Abbaye Notre-Dame-de-Protection de Valognes[8].
- Vitraux de Jean Bazaine, église Saint-Séverin, Paris, 1964-1968[9].
- Vitraux de Francisco Bores, chapelle Sainte-Ursule du collège Victor-de-Laprade, Montbrison (Loire), 1964-1968[10].
- De la Tierra al Paraíso, Vitraux de Bonifacio Alfonso (es), Gerardo Rueda (es) et Gustavo Torner, cathédrale Sainte-Marie et Saint-Julien de Cuenca, 1991[3].
- Vitraux de Serge Rezvani, couvent franciscain de la Clarté-Dieu, Orsay (avec Paul Virilio)[11].

### Éditions bibliophiliques
- Élisabeth Chabrun, Question de conscience, neuf dessins de Henri Déchanet en hors-texte, sept cent cinquante exemplaires numérotés constituant l'édition originale, Éditions Hors mesure, Paris, 1965.

## Expositions

### Expositions personnelles
- Galerie de l'Université, Paris, 1959.
- Galerie de Paris, Paris, 1961.
- Galerie Hœnnisberg, Paris, 1963.
- Galerie Anne Colin, Paris, 1965, 1976.
- Galerie Tisné, Paris, 1968.
- Galerie Framond, Paris, 1975.
- Galerie Rojo y negro, Madrid, 1978, 1986.
- Sala Miguel Angel, Madrid, 1978.
- Galerie Carmen Bores, Madrid, 1980.
- Galerie Tolmo, Tolède, 1982, 1984.
- Rétrospective Henri Déchanet, Caja de Ahorros, Cuenca, 1982.
- Galerie Sen, Madrid, 1983.
- Park Place International Gallery, Salt Lake City, 1983.
- Galerie Granero, Cuenca, 1987.
- Galerie Magarita Summers, Madrid, 1996.
- Galerie Pilares, Cuenca, 1996.
- Rétrospective Henri Déchanet, université polytechnique de Valence, 1996.
- Galerie Der Reiter Kunstraum, Valence, 1997, 2001.
- Galerie Jorge Ontiveros, Madrid, 1999.
- Galerie Pilares, Madrid, 2000.
- Salle des expositions de la ville de Requena, 2002.
- Maison de la culture d'Almansa (province d'Albacete), avril 2004.
- De sombre y color (1996-2000) : Henri Déchanet, Ateneo Mercantil de Valence (es), janvier-mars-2005, puis château de Requena, avril 2005.
- Le silence des fleurs, les mémoires de l'oubli - Henri Déchanet (peintures) et Jacques Bercand (photos), Jardin médiéval d'Uzès, septembre 2010[12].
- NayArt (La Minoterie), Nay, juillet-août 2011[2].
- Librairie Paroli, Minerve, août-septembre 2012[13].
- Cercle culturel de Requena, avril-mai 2013[4].
- Fondation Antonio Pérez, Cuenca, 2013, mai-juin 2014[14],[15].
- Éloge du noir - Rétrospective Henri Déchanet, Fondation-musée Florencio de la Guente, Cuenca, novembre 2013 - janvier 2014.
- Galerie Deleuze-Rochetin, Arpaillargues, octobre-novembre 2016.

### Expositions collectives
- Salon des amis d'Avallon, Paris, 1948.
- Exposition de métiers d'art, Paris, 1950.
- Jean-Michel Atlan, Henri Déchanet, Maryan S. Maryan, Marcel Pouget, Galerie Weiller, 1953.
- Salon d'Art sacré, Musée d'art moderne de la ville de Paris, 1953.
- Découvrir, Galerie Charpentier, Paris, 1955.
- Henri Déchanet, Henri Goetz, Oscar Gauthier, Roberto Matta, Galerie Weiller, 1957.
- Salon Comparaisons, Musée d'art moderne de la ville de Paris, 1957, 1962, 1968.
- Art mural, Galerie du Bac, Paris, 1957.
- Biennale de la Jeune Peinture, Musée des arts décoratifs, Paris, 1957.
- Sélection Prix du Dôme, Paris, 1957.
- École de Paris, Galerie Charpentier, Paris, 1960.
- Entretiens de Bayonne, 1961.
- Biennale de Conches-en-Ouche, 1961.
- Salon d'art sacré, Beyrouth, 1961 et Rome, 1962.
- Salons Grands et jeunes d'aujourd'hui, Musée d'art moderne de la ville de Paris, 1966.
- Galerie Johnsen, Uzès, 1966.
- Salon de mai, Musée d'art moderne de la ville de Paris, 1967.
- Salon d'automne, Grand Palais (Paris), 1967.
- Galerie Framond, Paris, 1968, 1971.
- Le portrait, galerie Claude Bernard, Paris, 1969.
- Festival d'art de Barjac, 1968.
- André Beaudin, Pierre Bonnard, Gustav Bolin, Francisco Bores, Henri Déchanet, François Jousselin, Bram Van Velde, Galerie du Salin, Uzès, 1975.
- Muestra pictorica iberoamericana, Caja de Ahorros, Cuenca.
- Foire internationale d'art contemporain, Grand Palais, 1981.
- International Art Fair, Gand, 1992.
- Henri Déchanet et Andrei Perchenliev, ermitage San-Roque, Carpesa (es), juillet 2005.
- Siège des Chevaliers de l'Ordre de Bonaria, Huete, mai-juin 2006.
- Peintures des années 1950-60 - Eduardo Arroyo, Henri Déchanet, Jacques Doucet, Raymond Guerrier, Alexandre Garbell..., La Capitale Galerie, Paris, novembre 2008 - janvier 2009[16].
- Casa Lucia, Requena, novembre 2013 - janvier 2014.
- Le regard, les œuvres des années 1950-1960 : Gustav Bolin, Antal Biró, Francis Bott, Anita de Caro, Paul Charlot, Henri Déchanet, Alexandre Garbell, Maurice Ghiglion-Green, Raymond Guerrier, Jean Le Moal, Árpád Szenes…, La Capitale Galerie, Paris, février-mars 2023[17].

## Réception critique
- « Dans sa peinture, deux tentations s'affrontent : l'une, romantique, choisit de saisir le charme de la silhouette fugitive, l'autre, classique, de construire dans sa plénitude une sensation. » - Dictionnaire Bénézit[18]
- « Henri Déchanet reconoce que su visión del mundo està mediatizada a través de las flores. Su pintura tiene su punto de partida en algunas de las corrientes expresionistas, abstractas y figurativas surgidas en el siglo XX. No puede obviarse, en ese sentido, la admiración que siempre hacia la obra de Goya, que se deja translucir aqui en la búsqueda del impacto emocional mediante la distorsión de las formas y el empleo de colores de gran vigor. » - Carlos Pérez de Ziriza[19]
- « Par la maîtrise de la composition - composition picturale, mais aussi composition de l'image et des mots - Déchanet use d'un pouvoir de suggestion qui s'est vite renforcé par ce qui désormais peut être nommé une poétique du titre. Ainsi va la création. » - Jean Kenta Gauthier[20]

## Prix et distinctions
- Prix de peinture Henri-Manguin, 1960.

## Collections publiques

### Espagne
- Fondation-musée Florencio de la Fuente, Huete (Province de Cuenca)[21],[22].
- Centre d'art San-Francisco, Requena.
- Fonds de patrimoine de Castille-La Manche, Tolède.

### France
- Musée de l'Avallonnais, Avallon.
- Artothèque de Nay.
- Fonds national d'art contemporain, Puteaux, Le chaos, huile sur toile 130x162cm, 1967[23].

### Israël
- Centre culturel de Rehovot.

### Suède
- Musée historique de Lund.

## Collections privées
- Florencio de la Fuente (es) (1926-2012)[24].